# Daniel Hourcade
Pas d'image ? Cliquez ici

a Compétitions nationales et continentales officielles uniquement.

Dernière mise à jour le 5 janvier 2023.
Daniel Hourcade, né le 7 juin 1958 à San Miguel de Tucumán, est un joueur argentin de rugby à XV évoluant au poste de demi de mêlée. Il embrasse la carrière d'entraîneur après sa retraite sportive. Il est le sélectionneur de l'équipe d'Argentine de 2013 à 2018 et de l'équipe du Portugal à partir de janvier 2024.

## Origines
Par son grand-père paternel, il est d'origine béarnaise, et plus précisément paloise et il en a hérité le nom Hourcade, typique du sud-ouest.  

## Biographie
Après une brève carrière de joueur à l'Université de Tucumán, il commence sa carrière d'entraîneur à l'Université de Tucumán. Il est durant 3 ans l'entraîneur en chef de l'équipe sénior. Il quitte l'Université de Tucumán en 2001 pour entraîner l'équipe d'Argentine des moins 21 ans. Il est nommé la même année entraîneur de l'Équipe d'Argentine de rugby à sept. Il entraîne cette équipe jusqu'en 2004.
En 2004, il part au Portugal pour entraîner le club de Direito, avant d'intégrer le staff technique de la sélection nationale portugaise, il fait notamment partie du staff portugais lors du Mondial 2007 en France.
Il a aussi entraîné le RC Rouen en 2008-2009 en Fédérale 1. Après cette expérience d'un an en France, il repart en Argentine.
Depuis 2010, Hourcade est l'entraîneur de l'équipe réserve d'Argentine, les Jaguars d'Argentine. Il est également l'entraîneur en chef actuel de la Pampas XV, province qui joue dans la Vodacom Cup en Afrique du Sud. Le 23 octobre 2013, il devient sélectionneur de l'équipe d'Argentine à la suite de la démission de Santiago Phelan. Il dirige l'Argentine à partir des test matchs de novembre 2013.
Le 5 octobre 2014, Hourcade mène l'Argentine à sa première victoire en Rugby Championship, en battant l'Australie 21-17 au Stade Malvinas Argentinas à Mendoza, première victoire contre l'Australie depuis 17 ans. Malgré cette victoire, l'Argentine termine à la dernière place du Rugby Championship pour la troisième année consécutive. En 2015, les argentins parviennent à s'imposer face aux sud-africains et terminent 3e du Rugby Championship. Il a ensuite mené les Pumas en demi-finale de la coupe du monde 2015. En juin 2018, il démissionne de son poste. Mario Ledesma lui succède en août 2018.
En janvier 2024, il accepte de prendre la tête de la sélection du Portugal pour assurer un intérim lors du Rugby Europe Championship 2024 après la défection de Sébastien Bertrank un mois après sa nomination pour succéder à Patrice Lagisquet après la Coupe du monde 2023. 

## Bilan à la tête desPumas
| Année | Sélection | Tournoi                | Poste         | Classement IRB à la fin de l'année | Tournoi             | Coupe du Monde             |
| ----- | --------- | ---------------------- | ------------- | ---------------------------------- | ------------------- | -------------------------- |
| 2013  | Argentine | The Rugby Championship | Sélectionneur | 10e                                | Pas encore en poste | -                          |
| 2014  | Argentine | The Rugby Championship | Sélectionneur | 9e                                 | 4e                  | -                          |
| 2015  | Argentine | The Rugby Championship | Sélectionneur | 5e                                 | 3e                  | Éliminé en demi-finale, 4e |
| 2016  | Argentine | The Rugby Championship | Sélectionneur | 9e                                 | 4e                  | -                          |
| 2017  | Argentine | The Rugby Championship | Sélectionneur | 8e                                 | 4e                  | -                          |
| 2018  | Argentine | -                      | Sélectionneur | 10e (à son départ)                 | -                   | -                          |